# Майкон Перейра ді Олівейра
Майко́н Пере́йра ді Оліве́йра (порт. Maicon Pereira de Oliveira; 8 травня 1988, Ріо-де-Жанейро — 8 лютого 2014, Донецьк) — бразильський футболіст, нападник. Виступав за «Волинь» та «Шахтар», а також на правах оренди грав у «Стяуа», «Зорі» та «Іллічівці». Найкращий бомбардир чемпіонату України 2011–12 (разом з Євгеном Селезньовим) та кубка України 2011–12.

## Біографія

### Ранні роки
Виступав на батьківщині за молодіжні команди клубів «Флуміненсе», «Атлетіко Алагоїньяс» і «Фламенго».

### «Волинь»

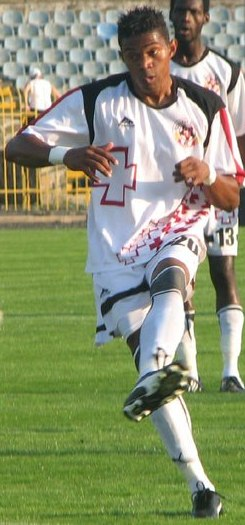
Майкон під час виступів за «Волинь». 12 вересня 2009 року

В вересні 2009 року підписав контракт з «Волинню». Дебютував за клуб 12 вересня 2009 року в кубковому матчі проти «Кривбасу», в якому відразу забив, допомігши лучанам перемогти 2-1. В тому ж сезоні допоміг клубу зайняти друге місце в першій лізі та піднятися в елітний дивізіон. Майкон став найкращим бомбардиром клубу, забивши 13 м'ячів. У Прем'єр-лізі дебютував 10 липня 2010 року у домашньому матчі проти «Ворскли».
У лютому 2011 року перейшов на правах оренди до кінця сезону в бухарестську «Стяуа». Після того, як гравець забив 3 голи у 2 матчах, президент Джиджі Бекалі виявив бажання викупити футболіста за встановлені в угоді 800 тисяч євро. Проте тренер «Волині» Віталій Кварцяний не захотів віддавати футболіста. У червні 2011 року, по завершенню строку оренди, футболіст повернувся до луцького клубу.
За підсумками футбольного сезону 2011/2012 з результатом 14 голів поділив звання найкращого бомбардира української Прем'єр-ліги з нападником «Шахтаря» Євгеном Селезньовим.

### «Шахтар»
2 липня 2012 року уклав контракт з донецьким «Шахтарем», який набув чинності з 1 вересня. 4 вересня 2012 року відданий в піврічну оренду до «Зорі». Проте в луганському клубі виходив дуже рідко, програвши конкуренцію Лакі Ідахору, тому зіграв за півроку лише чотири офіційних матчі.
На початку 2013 року повернувся в «Шахтар», де теж програв конкуренцію досвідченим нападникам Луїсу Адріану та Едуарду і майже не грав за основну команду. 11 травня в матчі проти сімферопольської «Таврії» відзначився першим голом за «Шахтар».

### Оренда в «Іллічівець»
В останній день трансферного вікна, 2 вересня 2013 року, перейшов на правах оренди в маріупольський «Іллічівець». 14 вересня 2013 року дебютував за маріупольців у переможному матчі проти луганської «Зорі», в якому голом, допомігши команді здобути перемогу 1:0. В подальшому до кінця року зіграв у десяти матчах чемпіонату і в одній кубковій грі. 30 листопада 2013 року провів свою останню офіційну гру в матчі чемпіонату проти харківського «Металіста», в якому Майкон відзначився голом і допоміг «азовцям» здобути нічию з одним із лідерів чемпіонату.

### Смерть

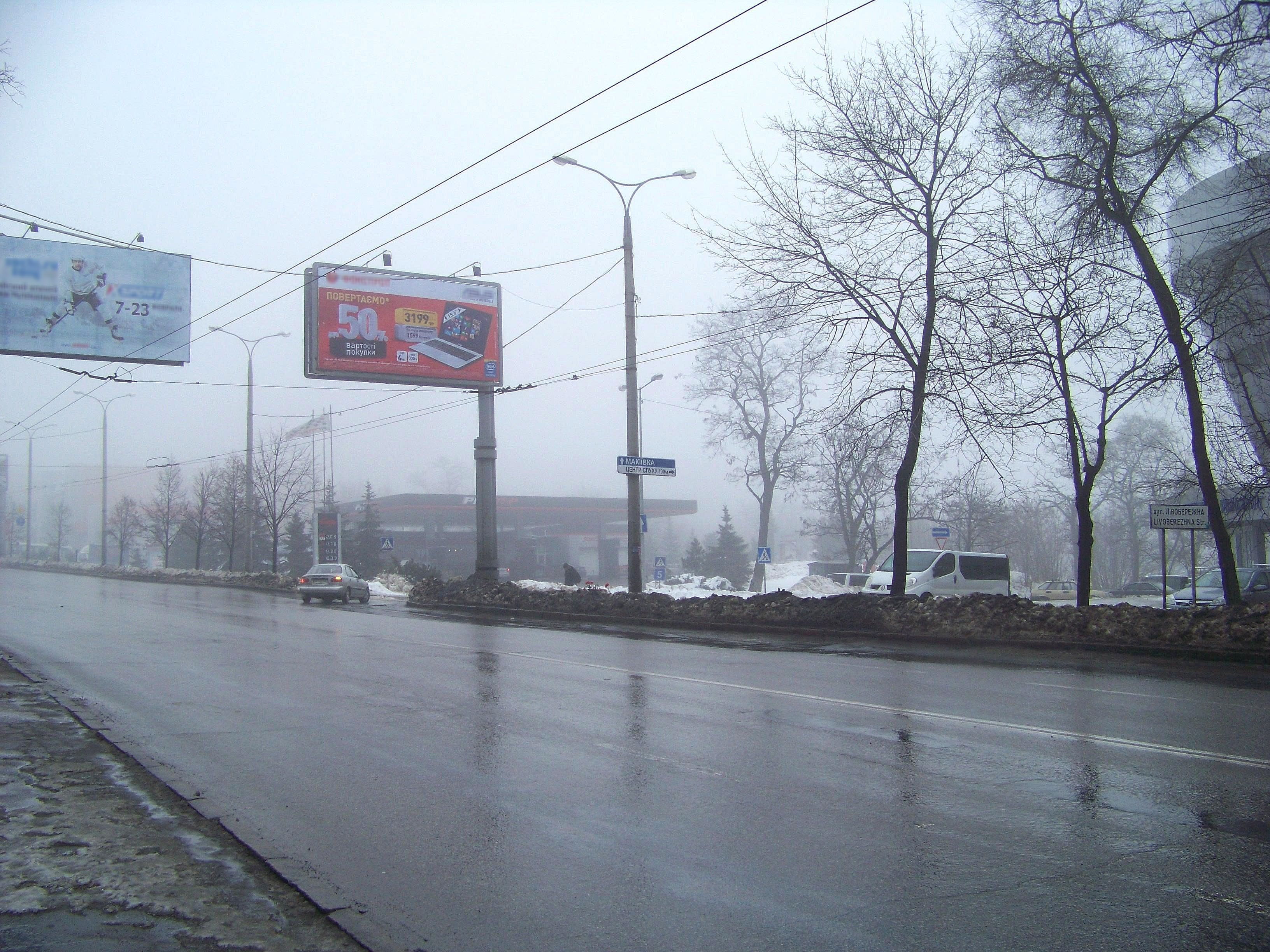
Місце, де трапилася аварія. Фото зроблене 10 лютого 2014 року.

У лютому 2014 року «Іллічівець» проводив другий зимовий збір у Туреччині, де 6 лютого зіграли останній матч збору проти польського «Гурника». Майкон провів на полі перший тайм, а українська команду поступилась з рахунком 1:2. Ця гра стала останньою для бразильського легіонера. 7 лютого команда повернулась в Україну, де отримала триденні вихідні. Наступного ранку, 8 лютого 2014 року близько 4 години, Майкон, повертаючись додому, на проспекті Ілліча біля лікарні ім. Калініна в Донецьку виїхав на своєму Hyundai Elantra на зустрічну смугу, здійснюючи маневр обгону автомобіля, що показав поворот і звертав на заправну станцію. Під час обгону по зустрічній смузі автомобіль футболіста здійснив лобове зіткнення зі Škoda Superb, після чого автомобіль Майкона вдарився об стовп. Водій «Шкоди», 1984 року народження, з численними переломами потрапив до лікарні у важкому стані, а Майкон помер на місці. Ймовірною причиною смерті стала черепно-мозкова травма: він ударився головою об стійку. Футболіст їхав на автомобілі, який був наданий йому «Шахтарем», зі швидкістю 110 км/год. Футболіст, швидше за все, повертався з нічного клубу «Лица», де його бачили в компанії Тейшейри, Фреда та Дугласа Кости.
Незабаром стало відомо, що тіло футболіста буде відправлено на батьківщину в Бразилію. Похований в рідному Ріо-де-Жанейро.

## Досягнення

### Командні
- Чемпіон України (1) : 2012/13
- Володар Суперкубка України (1) : 2013
- Срібний призер Першої ліги України (1) : 2009/10
- Володар Кубка Румунії (1) : 2010/11

### Особисті
- Найкращий бомбардир чемпіонату України: 2011–12 (14 голів, спільно з Євгеном Селезньовим)
- Найкращий бомбардир кубка України: 2011–12